# Lophodoris scala
Lophodoris scala Er. Marcus & Ev. Marcus, 1970 è un mollusco nudibranchio della famiglia Goniodorididae.

## Distribuzione e habitat
Reperibile unicamente a San Paolo, Brasile.